# Slottsholmen, Västervik
För andra betydelser, se Slottsholmen.

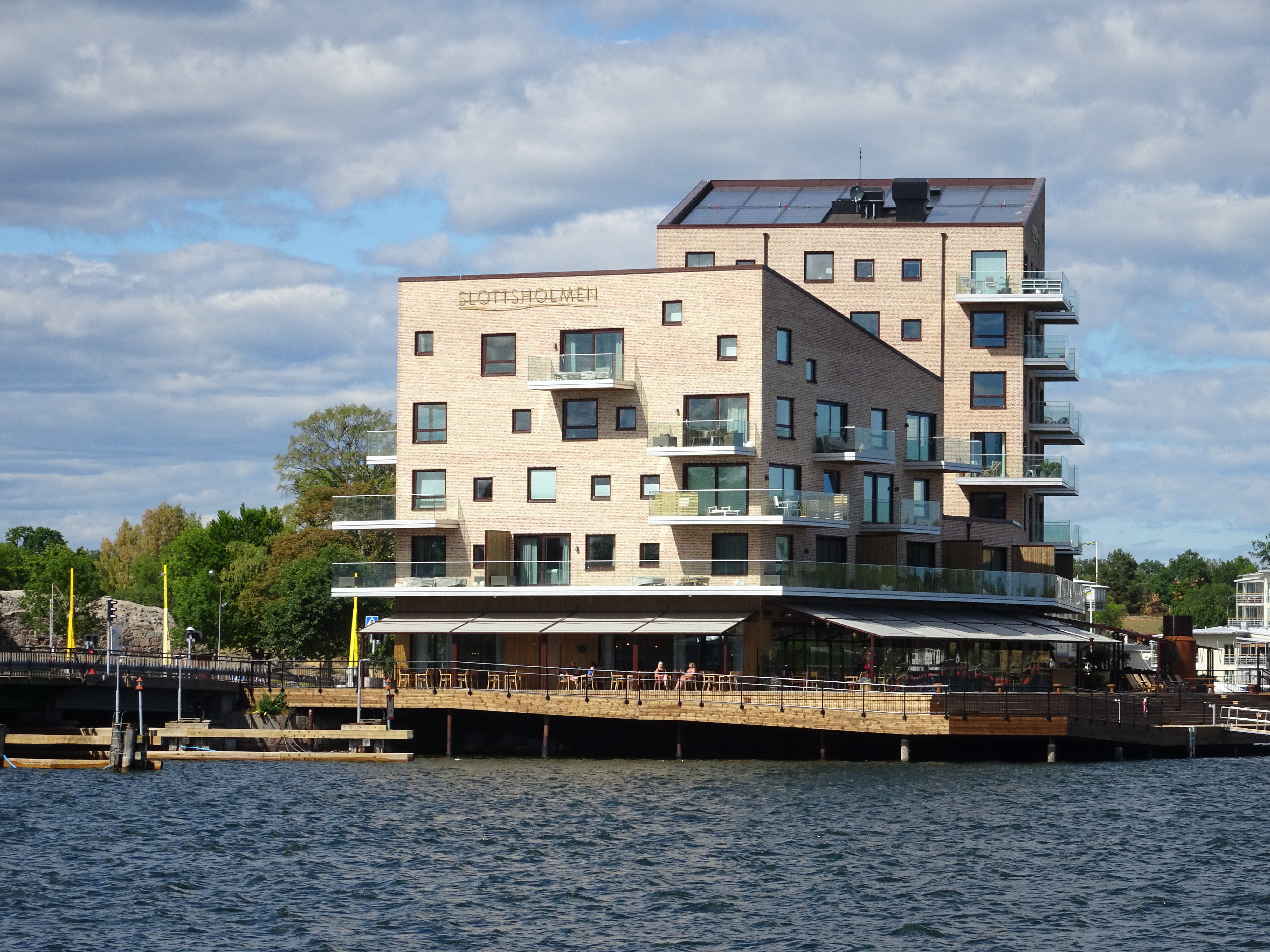
Nya Slottsholmen, 2018.

Slottsholmen i centrala Västervik är platsen för Stegeholms slottsruin och Visfestivalen. Tillsammans med den närliggande Strömsholmen utgör Slottsholmen en förbindelseled över Gamlebyviken till Norrlandet och Gränsö. Området har sedan mitten av 1300-talet varit bebyggt i flera omgångar. 

## Restaurangen

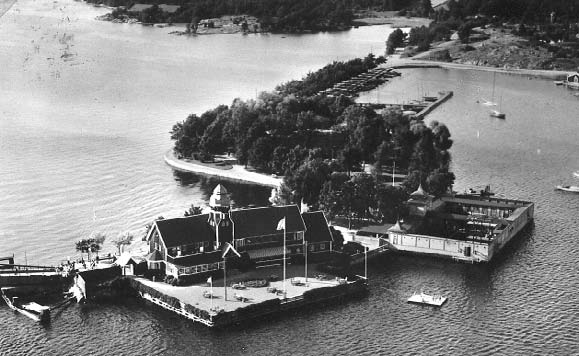
Slottsholmen med den äldre restaurangbyggnaden och kallbadhuset, omkring 1930. Strax ovanför bildens mitt skymtar Stegeholms slottsruin.

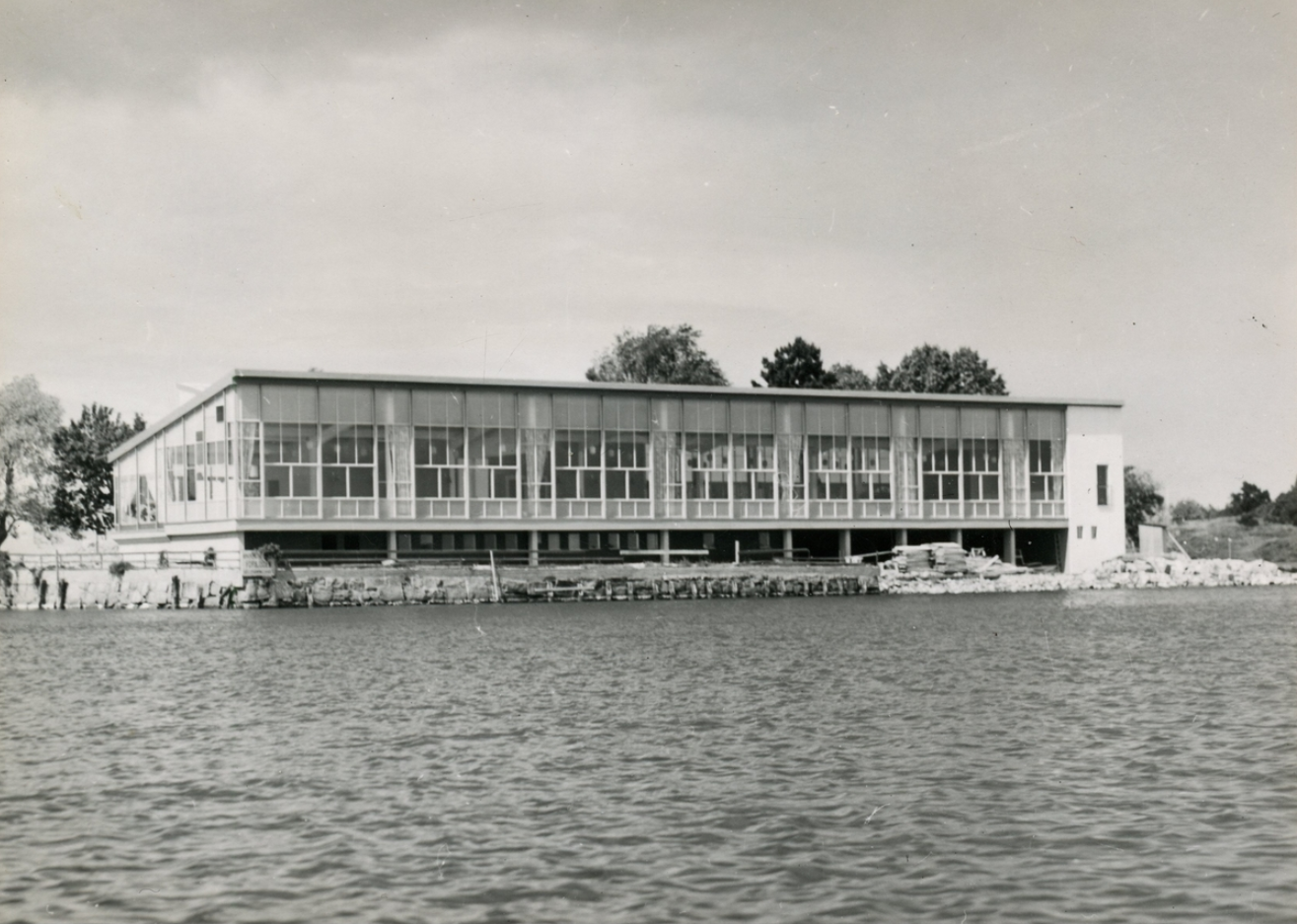
Restaurangen från tidigt 1950-tal.

Den första restaurangen på Slottsholmen (kallad "Slottsholmen" eller "Holmen") stod färdig 1913. Det var en lång träpaviljong ritad av arkitekten Axel Sjögren. Den kom att  om- och tillbyggdes i omgångar innan den brann ned i en spektakulär eldsvåda 1950. En ny modernistisk restaurang restes i dess ställe, med stora glaspartier mot vattnet. Den invigdes sommaren 1952 och var resultatet av en arkitekttävling som vunnits av Gösta Åbergh.

## Nya Slottsholmen
2007 uppmärksammades att restaurangbyggnaden kunde komma att rivas av ägarna Föreningen visan, för att ge plats åt ett Visans hus. Länsstyrelsen sade nej till K-märkning och nya planer för området kunde presenteras efter att fastigheten köpts av Björn Ulvaeus.. Byggnaden revs i början av september 2014 och den nya anläggningen skulle enligt exploateringsavtalet innehålla bostäder liksom publika delar som restaurang, ett flytande hotell och eventbyggnad. 2017 stod den nya Slottsholmen klar med 38 bostadsrätter, hotell, restaurang och eventlokaler.